# النور سامرفیلد
النور سامرفیلد (انگلیسی: Eleanor Summerfield؛ ‏ ۷ مارس ۱۹۲۱ – ۱۳ ژوئیهٔ ۲۰۰۱) بازیگر اهل بریتانیا بود. وی دانش‌آموختهٔ آکادمی سلطنتی هنرهای دراماتیک بود.
از فیلم‌ها یا مجموعه‌های تلویزیونی که وی در آن‌ها نقش داشته‌است، می‌توان به پیه‌اش را به تنت بمال و درباره فیدل اشاره نمود.